# Thespesia
Thespesia es un género de árboles y arbustos de la familia Malvaceae con 18 especies; están estrechamente emparentados con el género Gossypium. Se distribuyen desde Oceanía, por Asia, África y el Caribe.

## Descripción
Son árboles, que alcanzan un tamaño de 2 a 12 m de alto; ramas jóvenes lepidotas o glabrescentes y troncos con la corteza fisurada. Hojas ovadas, agudas o acuminadas en el ápice, profundamente cordadas en la base, enteras, glabrescentes, punteadas especialmente en las venas y con una zona nectarífera en la base del nervio principal; pecíolos largos. Pedicelos solitarios en las axilas, erectos, robustos, más cortos que el pecíolo subyacente; bractéolas del calículo 3, liguliformes, irregularmente insertadas, caedizas; cáliz 8–10 mm de largo, truncado, lepidoto; corola 4–6 cm de largo, amarilla con el centro rojo, punteada; columna estaminal la mitad del largo de los pétalos, glabra, llevando estambres a todo lo largo; estilo más largo que el androceo, con lobos estigmáticos decurrentes. Frutos oblatos, 3–3.5 cm de diámetro, coriáceos, no dehiscentes; semillas 8–9 mm de largo, pubescentes con tricomas cortos.

## Taxonomía
El género fue descrito por Sol. ex Corrêa y publicado en Annales du Muséum National d'Histoire Naturelle 9: 290–291, pl. 25, f. 1. 1807.

## Algunas especies
- Thespesia acutiloba (Baker f.) Exell & Mendonça
- Thespesia beatensis (Urb.) Fryxell (Isla Beata, República Dominicana)[3]
- Thespesia cubensis (Britton & P.Wilson) J.B.Hutch. (Cuba)[4]
- Thespesia danis Oliv. (África oriental)[5]
- Thespesia debeerstii De Wild. & T.Durand
- Thespesia fissicalyx Borss.Waalk.
- Thespesia garckeana F.Hoffm. (África del Sur)
- Thespesia grandiflora DC. - Maga (Puerto Rico)
- Thespesia lampas (Cav.) Dalzell
- Thespesia macrophylla Blume
- Thespesiopsis mossambicensis Exell & Hillcoat (Mozambique)
- Thespesia populnea (L.) Sol. ex Corrêa - Portia Tree (Pantropical)
- Thespesia populneoides (Roxb.) Kostel.
- Thespesia thespesioides (R.Br. ex Benth.) Fryxell[6]
- Thespesia tomentosa C.Presl